# Йошихиде Суга
Йошихиде Суга (на японски: 菅 義偉) е японски политик и министър-председател на Япония от 16 септември 2020 до 4 октомври 2021 г.

## Биография
Роден е на 6 декември 1948 г. От септември 2020 г. е председател на Либерално-демократичната партия. Той е първият министър-председател от ерата на Рейва. Преди това, от 2012 до 2020 г., е главен секретар на кабинета при премиера Шиндзо Абе, което го прави главният секретар на кабинета с най-дългата кариера в японската история. В периода 2006 – 2007 г. е министър на вътрешните работи и съобщенията.
|  | Тази страница частично или изцяло представлява превод на страницата Yoshihide Suga в Уикипедия на английски. Оригиналният текст, както и този превод, са защитени от Лиценза „Криейтив Комънс – Признание – Споделяне на споделеното“, а за съдържание, създадено преди юни 2009 година – от Лиценза за свободна документация на ГНУ. Прегледайте историята на редакциите на оригиналната страница, както и на преводната страница, за да видите списъка на съавторите. ВАЖНО: Този шаблон се отнася единствено до авторските права върху съдържанието на статията. Добавянето му не отменя изискването да се посочват конкретни източници на твърденията, които да бъдат благонадеждни. |